# Фріц-Крік (Аляска)
Фріц-Крік (англ. Fritz Creek) — переписна місцевість (CDP) в США, в окрузі Кенай штату Аляска. Населення — 2248 осіб (2020).

## Географія
Фріц-Крік розташований за координатами 59°44′49″ пн. ш. 151°17′19″ зх. д. / 59.74694° пн. ш. 151.28861° зх. д. (59.746819, -151.288708).  За даними Бюро перепису населення США в 2010 році переписна місцевість мала площу 139,85 км², уся площа — суходіл.

## Демографія
Згідно з переписом 2010 року, у переписній місцевості мешкали 1932 особи в 848 домогосподарствах у складі 499 родин. Густота населення становила 14 осіб/км².  Було 1094 помешкання (8/км²).
Расовий склад населення:
| - 89,9 % — білих - 2,9 % — корінних американців - 0,8 % — азіатів - 0,5 % — чорних або афроамериканців - 0,2 % — вихідців з тихоокеанських островів |

До двох чи більше рас належало 5,1 %. Частка іспаномовних становила 2,6 % від усіх жителів.
За віковим діапазоном населення розподілялося таким чином: 22,6 % — особи молодші 18 років, 67,7 % — особи у віці 18—64 років, 9,7 % — особи у віці 65 років та старші. Медіана віку мешканця становила 42,3 року. На 100 осіб жіночої статі у переписній місцевості припадало 106,4 чоловіків;  на 100 жінок у віці від 18 років та старших — 113,6 чоловіків також старших 18 років.
Середній дохід на одне домашнє господарство  становив 75 880 доларів США (медіана — 61 875), а середній дохід на одну сім'ю — 90 023 долари (медіана — 74 922). Медіана доходів становила 56 324 долари для чоловіків та 38 750 доларів для жінок. За межею бідності перебувало 11,7 % осіб, у тому числі 17,6 % дітей у віці до 18 років та 6,5 % осіб у віці 65 років та старших.
Цивільне працевлаштоване населення становило 931 особа. Основні галузі зайнятості: освіта, охорона здоров'я та соціальна допомога — 27,3 %, роздрібна торгівля — 13,7 %, мистецтво, розваги та відпочинок — 10,2 %, будівництво — 9,0 %.